# Stéphanien
Ne doit pas être confondu avec Stéphanais ou Stéphanois.
Stratigraphie
Westphalien Autunien
Le Stéphanien est un étage géologique de la stratigraphie régionale de l'Europe de l'Ouest, inclus dans le Carbonifère (ère paléozoïque). Il s'étend de 303,9 à 299 millions d'années même si d'autres datations donnent des valeurs légèrement différentes (305 à 302 Ma). 
Le Stéphanien est inclus dans la deuxième époque du Carbonifère : Pennsylvanien dans la nomenclature internationale (Silésien en Europe). Selon l'échelle des temps géologiques 2004 (GTS2004), cet étage correspond à l'extrême partie supérieure du Moscovien, à la globalité du Kasimovien et à la partie inférieure du Gzhélien, ces trois étages étant définis au niveau mondial.
Il doit son nom à la ville de Saint-Étienne, autour de laquelle se trouvaient d'importantes mines de charbon.
Il est caractérisé par une flore abondante en pécoptéridées et en cyathéides, par des odontoptérides et par la disparition des Mariopteris.

## Les bassins stéphaniens en France
En France les formations stéphaniennes sont continentales et n'admettent aucun épisode marin, elles sont situées dans le bassin houiller de la Loire, le bassin minier du Nord-Pas-de-Calais, le bassin de Lorraine, celui du Jura ou au sud et à l'est des Vosges mais aussi dans les Alpes et en basse Provence, dans le bassin de Blanzy , celui du Gard, dans le grand sillon houiller du Massif central, dans le détroit de Rodez, à Decazeville et à Carmaux (attribuée au Stéphanien inférieur et moyen) .

## Sous-étages et divisions

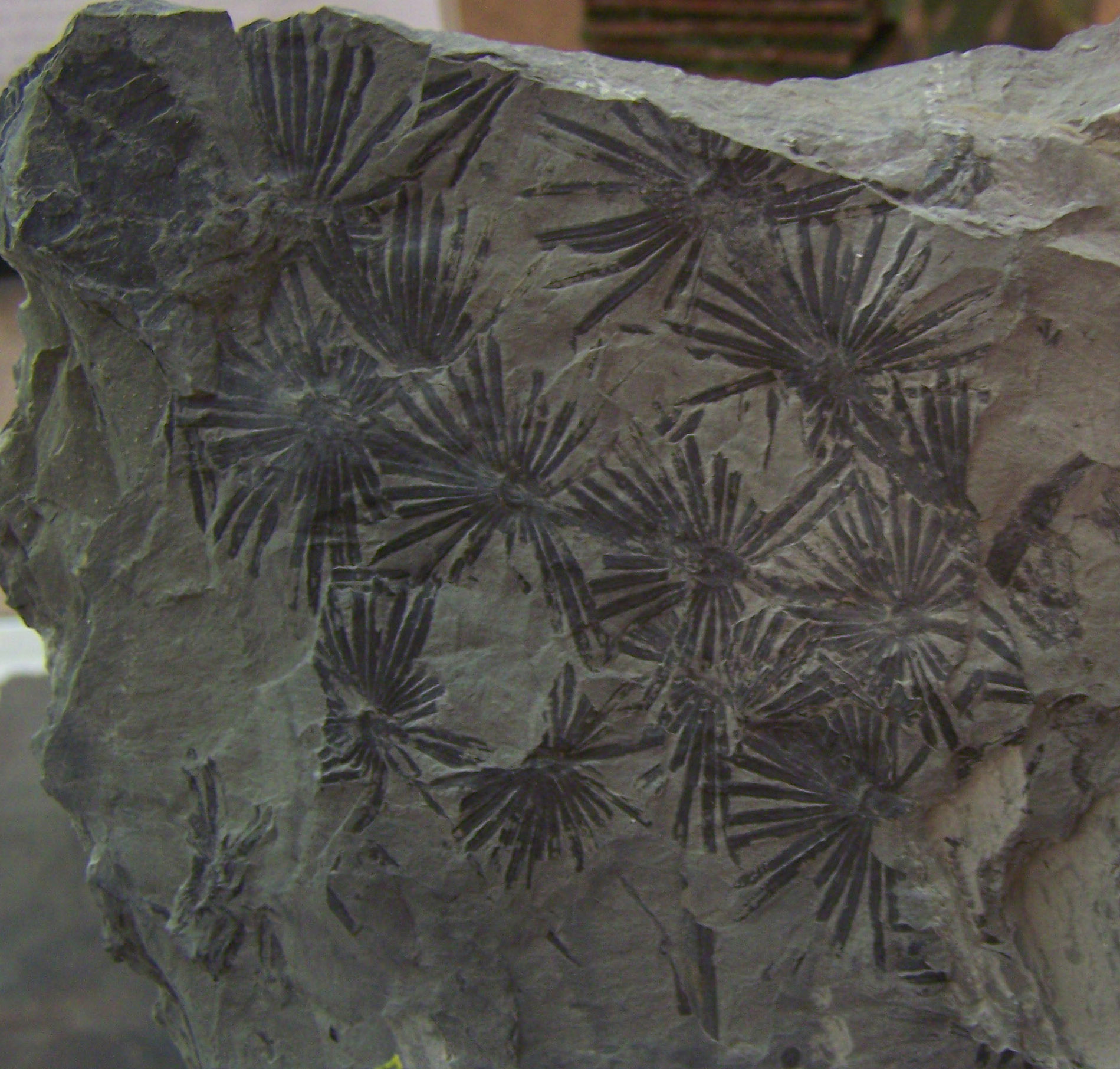
Annularia stellata, flore des gisements du Stéphanien.

Les travaux de Grand'Eury ont distingué 6 sous-étages, caractérisés par des populations végétales différenciées :
- L'étage de Rive-de-Gier caractérisée par une flore westphalienne ;
- L'étage des Cévennes ;

- L'étage des cordaïtes : faisceaux de la Chazotte (zone de la Talaudière) et de Villars (zone du Treuil ;
- L'étage des filicacées : faisceau de Rambaud (zone du Treuil) ;

- L'étage des calamodendrées (Gnetopsida[12],[13]?) : totalité de l'assise d'Avaize (faisceaux de Beaubrun et des Littes) ;
- L'étage ambigu autuno-stéphanien : fortement érodé sauf dans les secteurs de Bellevue (faisceaux des Mouillées et des Combes, Villeboeuf, le Mont, Chauvetière), Valbenoîte, Jardin des plantes, Beaulieu et Patroa.

Ces étages floristiques groupés par deux correspondent aux trois assises du bassin de la Loire : 
- Stéphanien inférieur = Assise de Rive-de-Gier = Stéphanien A (Barruelien) = Cantabrien
- Stéphanien moyen = Assise de Saint-Etienne = Stéphanien B (Forézien)
- Stéphanien supérieur = Assise d'Avaize = Stéphanien C (Forézien)

Ces trois assises sont couronnées par l'étage ambigu autuno-stéphanien (proposé comme Stéphanien D) Permo-Carbonifère.

## Chronologie de l'étude du bassin houiller de la Loire
Initié par K. Mayer-Eymar en 1878, le Stéphanien fut défini comme étage de référence par Ernest Munier-Chalmas et Albert de Lapparent en 1893. Cette reconnaissance internationale venait consacrer plus d'un siècle d'études sur un bassin qui fut l'un des plus anciennement exploités de France et systématiquement étudié.
1715 : Antoine de Jussieu signale des empreintes de plantes à Saint-Chamond.   
1730 : Buffon évoque également ces empreintes sur les couches de houille de Rive-de-Gier et de Saint-Chamond.
1816 : Implantation de l'École des mineurs de Saint-Étienne et parution des premiers travaux cartographiques de Beaunier.
1821 : Alexandre Brongniart publie une notice sur les végétaux fossiles de la carrière du Treuil (Crêt-de-Roc, Saint-Étienne) aussi qu'une esquisse du site réalisée par son fils Adolphe.
1821-1871 : Adolphe Brongniart effectue au moins quatre séjours à Saint-Étienne (1821, 1836, 1844 et 1871),,.

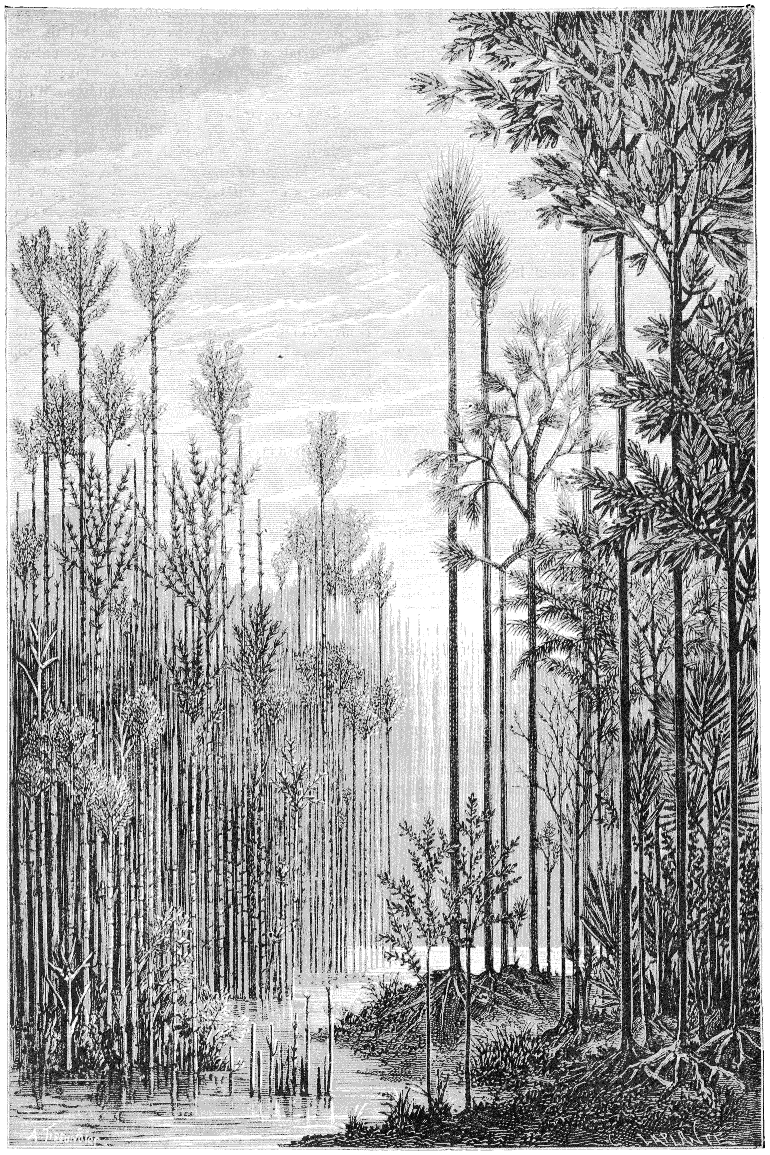
Reconstruction de la flore houillère du bassin de Saint-Étienne (in La Nature - Revue des sciences, 1873).

1869-1914 : François Cyrille Grand'Eury mène une étude complète et systématique sur la flore fossile du bassin et identifie 137 nouvelles espèces (sur 346), 12 variétés (sur 32) et 14 nouveaux genres.

Après 1873 : Bernard Renault, élève de Grand'Eury, publie une série d'articles sur les fossiles d'Autun et Saint-Étienne.     
1882 : Publication de l'atlas de Grüner. 
1900 : Travaux de Coste.
1920 : Travaux de Paul Bertrand sur le prolongement du bassin à l'est du Rhône.
1925 : Travaux de Blondel sur la genèse du bassin, les failles et accidents et la tectonique.
Dans les années 1950, aux lendemains de la nationalisation le Comité des houillères de la Loire conduit une étude générale du bassin (Pruvost, Armanet, de Maistre) destinée à estimer les réserves et à uniformiser les différentes terminologies issus des compagnies privées. 
Entre 1951 et 1961, une campagne de sondages (53 100 m de sondages réalisés) vint alimenter ces nouveaux travaux.
1951 : Pruvost propose le découpage du Stéphanien en sous-étages A, B, C.
1956 : Doubinguer introduit le Stéphanien D englobant l'étage permo-carbonifère autuno-stéphanien.
1966 : L'étude de la région de Cantabrie dans le Nord de l'Espagne, présentant la transition Westphalien-Stéphanien, inexistante dans le bassin de la Loire, a conduit à l'introduction d'un étage Cantabrien entre Westphalien D et Stéphanien A (Wagner, 1966). En conséquence, en 1972 l'assise de Rive-de-Gier perd sa qualification de stratotype au profit du Cantabrien (faciès maritime espagnol) (Bouroz et al., 1972). 
1975 : Bouroz et al. propose la subdivision du Stéphanien en 2 étages (inférieur et supérieur) placé entre le Kasimovien et le Gzhélien, soulignant également le problème de représentativité des étages stratotypiques ne renfermant exclusivement que des flores marines ou continentales.  
1977 : Doubinguer et Bouroz propose de regrouper le Stéphanien D à l'Autunien inférieur. Toutefois, cette subdivision n'est pas acceptée par la sous-commission sur la stratigraphie du Carbonifère (SCCS) de l'Union internationale des sciences géologiques (UISG). Cependant, la coexistence attestée des flores stéphanienne et autunienne associée aux problèmes de stratigraphie des bassins continentaux font que cette question reste débattue aujourd'hui.
1978 : Bouroz propose que le bassin ait été l'objet d'un charriage de grande ampleur et que les terrains du secteur de Saint-Étienne soit allochtones.
1984 : le Stéphanien inférieur est intégré au Cantabrien et Barruélien (Wagner, 1984), le Stéphanien supérieur reste découpé en Stéphanien B et C. 
1992 : De nouvelles études invalident définitivement le modèle du charriage (Becq-Giraudon & Jacquemin). 
1995 : Doubinguer et al. s'appuyant sur les biozones des macroflores définies par Boersma (1979) proposent une relecture des subdivisions classiques du Stéphanien (B, C et D), définies depuis Grand'Eury à partir des variations d'une flore dite "stéphanienne" (caractérisée par l'association d'espèces hygrophiles et mésoxérophiles),. Cette coexistence apparait comme le reflet des variations morphostructurales du bassin marqué par la continentalité. Ainsi est proposé le découpage du Stéphanien en deux étages : 
- un étage inférieur regroupant Cantabrien et Barruelien à la flore "d'affinité westphalienne";
- un étage supérieur à flore stéphanienne dit "Forezien" (regroupant Stéphanien B et C) et fournissant une clef de lecture potentiellement utilisable pour les bassins permo-carbonifères continentaux[27].

Un ensemble d'éléments sédimentologiques (tillites, galets striés, traces de cristaux de glace) et paléobotaniques (adaptation progressive à un climat froid et sec) ont été interprétés comme autant d'indices pouvant indiquer des conditions paléoclimatiques périglaciaires,. Étant donné la situation équatoriale de la région (située à l'époque à environ 10°N) seule une altitude très élevée pourrait expliquer ces dépôts.
Les publications les plus récentes proposent ainsi un modèle nouveau, celui comblement progressif d'un demi-graben situé entre 2 000 et 5 000 m d'altitude, consécutif des mécanismes conjoints d'érosion et d'étalement gravitaire (basin and range (en)) caractéristiques de la fin de l'orogenèse hercynienne. 
Concernant le bassin de Decazeville, un modèle de bassin intra-montagneux de basse altitude, entouré de très hautes montagnes portant des glaciers, semble là aussi plus adapté à la coexistence, dans l'assise du Bannel (IV) de P. Vetter, de galets striés (tillites remaniées) et d'argiles rouges bauxitiques titrant jusqu'à 12 % de boehmite. 
La présence ponctuelle d'anneaux de croissance dans le bois fossile et de fusain (bois carbonisé) semble indiquer l'existence de saisons sèches et d'incendies saisonniers. 
Ces données paléoclimatiques contradictoires pourraient refléter dès la persistance dans les bassins houillers continentaux de conditions locales humides (wet points) dans un climat globalement plus froid et plus sec.   
Cet épisode tardi-hercynien fut marqué par une intense activité volcanique attestée par la présence de dépôts de cendres pouvant atteindre plusieurs mètres de puissance (gore dans la Loire, tonsteins en Lorraine et dans le Jura) et la présence de traces d'activité géothermique (crêt de Saint-Priest-en-Jarez ).
2006 : les stratotypes des vieux bassins européens sont déclassés: Namurien, Westphalien, Stéphanien et Autunien redeviennent des étages régionaux d'Europe occidentale.

## Collections
Trois fonds de collections sont conservés à Saint-Étienne :
- La collection Paul Bertrand (École des mines de Saint-Étienne), constituée de plus de 500 pièces, était destinée à l'enseignement de la paléobotanique entre 1918 et 1935.
- La collection des Houillères du bassin de la Loire (H.B.L.) conservée à l'École des Mines constituée des collections d'étude Bertrand et de Maistre (après 1945) ainsi que les carottes des sondages effectués entre 1955 et 1975.
- La collection du lycée Claude-Fauriel constituée à l'initiative des professeurs (Bellon, Champier) du lycée dans les années 1970.

Sont conservés au Muséum national d'histoire naturelle :
- La collection d'Adolphe Brongniart ;
- La collection de Grand'Eury (environ 7 000 échantillons) ;
- La collection Renault (7 000 lames) ;
- La collection de Grüner, Renault et Virlet d'Aoust ;
- La collection Loubière.

D'autres collections sont également signalées :
- À l'Office national de gestion des collections paléontologiques de Lyon sont conservées les collections du Laboratoire de géologie de Lyon, Clermont-Ferrand et de l'École des Mines de Paris.
- À l'Université de Lille, la collection Paul Bertrand.
- À l'Université des Sciences et Techniques du Languedoc de Montpellier, collection de Grambast puis Galtier.
- À L'Université de Bourgogne à Dijon.
- Au Muséum d'histoire naturelle d'Autun.
- Au Musée de Decazeville, avec la collection Pierre Vetter.